# Pachyopsis taracta
Pachyopsis taracta är en insektsart som beskrevs av Blocker 1979. Pachyopsis taracta ingår i släktet Pachyopsis och familjen dvärgstritar. Inga underarter finns listade i Catalogue of Life.